# ماغاوا
ماغاوا (نوفمبر 2013 - يناير 2022) هو كان فأر عمل لدى منظمة الجرذ البطل تم تدريبه على اكتشاف المركّب الكيميائي داخل المتفجرات من خلال إعطائه مكافآت لذيذة، مع تفضيله الموز والفول السوداني. وخلال مسيرته المهنية التي دامت خمس سنوات، اكتشف أكثر من 100 لغم أرضي ومتفجرات من أنواع أخرى في كمبوديا. وكان ماغاوا قادر على إنهاء البحث في ملعب بحجم ملعب التنس في غضون 20 دقيقة فقط هو أمر تقول المنظمة إنه يستغرق شخصا مع جهاز الكشف عن المعادن بين يوم إلى أربعة أيام. وفي 2020 حصل على ميدالية ذهبية من مستوصف الشعب للحيوانات المريضة، وهي منظمة خيرية مقرها بريطانيا وهي أرفع جائزة شجاعة يستطيع حيوان الحصول عليها. تقاعد ماغوا في يونيو 2021 وفي يناير 2022 أعلنت المنظمة وفاته.